# Alanin
Alanine (ký hiệu là Ala hoặc A)  là một axit α-amin được sử dụng trong quá trình sinh tổng hợp protein. Alanine chứa một nhóm α-amino (ở dạng proton, −NH3 +, trong điều kiện sinh học), một nhóm axit α-carboxylic (ở dạng giảm proton, −COO−, trong điều kiện sinh học), và một chuỗi bên nhóm methyl, làm cho amino acid này trở thành một amino acid không phân cực, mạch hở. Đây là amino acid không thiết yếu của con người vì: cơ thể có thể tự tổng hợp nó, nó không cần nhất thiết phải có mặt trong chế độ ăn uống. amino acid này được mã hóa bởi tất cả các codon bắt đầu bằng GC (tức GCU, GCC, GCA và GCG).
Đồng phân L của alanine (tức đồng phân "tay trái") là hợp chất giúp tạo nên protein. L-Alanine chỉ đứng sau leucine với tỷ lệ xuất hiện, với 7,8% trong cấu trúc bậc một trong 1.150 mẫu protein được khảo sát. Dạng "tay phải", D-Alanine chỉ xuất hiện ở polypeptide trong một số tế bào vi khuẩn  tr. 131và một số kháng sinh peptide, và cũng có xuất hiện trong các mô của nhiều động vật giáp xác và động vật thân mềm như một chất thẩm thấu.

## Cấu trúc
Alanine là một amino acid mạch thẳng, bởi vì chuỗi bên kết nối với nguyên tử α-carbon chỉ là một nhóm methyl (-CH3) làm cho nó trở thành axit α-amino đơn giản bậc nhất chỉ sau glycin. Nhóm methyl của alanine là không hoạt động và do đó hầu như không bao giờ trực tiếp tham gia vào chức năng protein.
Bởi vì chuỗi bên alanine không thể bị phosphoryl hóa (chỉ các hợp chất như 3-Phosphino-L-alanine  và 3-Hydroxyphosphinylalanine  được biết cho tới nay), nó rất hữu ích trong việc thực hiện các kỹ thuật di truyền liên quan đến phosphoryl hóa. Một số kỹ thuật liên quan đến việc tạo ra một thư viện gen, mỗi gen có đột biến điểm tại một vị trí khác nhau trong khu vực gen mà ta quan tâm, thậm chí đôi khi là với toàn bộ gen: được gọi là "gây đột biến quét (scanning)". Phương pháp đơn giản nhất và cũng là phương pháp đầu tiên đã được sử dụng, được gọi là "quét alanine", ở đó mỗi vị trí lần lượt bị đột biến cho biến thành alanine.